# Гёнц Арпад варошкёзпонт (станция метро)
«Гёнц Арпад варошкёзпонт» (венг. Göncz Árpád városközpont — городской центр Арпада Гёнца) — станция Будапештского метрополитена на линии M3 (синей). До 31 января 2020 года станция называлась «Арпад хид» (венг. Árpád híd, Мост Арпада).
Открыта 7 ноября 1984 года в составе участка «Лехель тер» — «Арпад хид». Шесть лет до открытия продолжения линии в северном направлении была конечной станцией. Названа по одноимённой части города, в свою очередь названной по имени первого президента Венгрии.
Станция находится на пересечении двух ключевых магистралей северной части Пешта: проспекта Ваци (венг. Váci út), ведущего в северном направлении по левому берегу Дуная и малого полукольца бульваров (венг. Kiskörút), на данном участке бульвара Карла Роберта (венг. Róbert Károly körút).
Станция мелкого заложения, глубина 5 м. На станции две боковые платформы. Станция «Гёнц Арпад варошкёзпонт» — большой пересадочный узел и одна из самых загруженных станций линии M3. По малому полукольцу бульваров осуществляется интенсивное движение пассажирского транспорта (трамваи 1 и большое число автобусных маршрутов). Кроме того, рядом с выходом со станции расположен один из будапештских автовокзалов, с которого ходят пригородные автобусы в северные пригороды Будапешта.
4 ноября 2017 года часть линии M3 от станции «Лехель тер» до станции «Уйпешт-Кёзпонт» закрыта на реконструкцию. 29 марта 2019 года станция была торжественно открыта после реконструкции.